# Kaluti-Liste
Eine kaluti-Liste oder kaluti-Opferliste ist eine Aufzählung von hurritischen Gottheiten in ihrer Rangfolge beziehungsweise Reihenfolge, wie sie beopfert werden. Der Ausdruck kommt nur in Keilschrifttexten aus hethitischen Archiven, vor allem aus Boğazkale, vor. Die Texte sind meist auf Hurritisch verfasst. Ähnliche Listen finden sich auch in Ugarit, wo hurritische Gottheiten aufgelistet werden, ohne dass aber das Wort kaluti benutzt wird. Auch die Reihenfolge der im hethitischen Felsheiligtum Yazılıkaya abgebildeten Gottheiten scheint, soweit die Gottheiten bestimmbar sind, den hurritischen kaluti-Listen zu folgen.
Die Herkunft des Wortes kaluti „Reihe, Kreis, Opferrunde“ ist umstritten. Erwogen wird eine hethitisch-indogermanische Herkunft (vgl. altgriechisch κλώθω „spinnen“), hurritische (kaluwati „?“; kulwašše „eine Art Geschenk“) oder akkadische (kalû „alle, Gesamtheit“) Ableitung. Davon abgeleitet ist noch das hethitische Verb kalutiya- „der Reihe nach beopfern“.

## Art und Aufbau
Die kaluti-Listen teilen sich in eine männliche Liste des Wettergottes Teššub und eine weibliche Liste seiner Gemahlin Ḫebat. Diese können wiederum in Gruppen aufgegliedert werden, die sich oft nach einem Kultort richten, wie die kaluti-Liste des Teššub von Ḫalba oder kaluti-Liste des Wettergottes von Šapinuwa. Die mit Abstand häufigste überlieferte Liste wird „Standard-kaluti-Liste“ genannt.
Sowohl die kaluti-Listen von Teššub und von Ḫebat beginnen mit den Hauptgottheiten des hurritischen Pantheons, gefolgt von rangniedrigeren Gottheiten. Nach diesen kommen vergöttlichte Objekte, wie Schwert, Schlagwaffe, Fackeln und Heldentum Teššubs oder Salböl, Bett, Leier, Riegel und Figurinen der Ḫebat. Beiden zugeschrieben werden Schemel, Stuhl, Thron, Räucherständer, Räucherschale und Opfertisch. Auch Götterkollektive, wie die Vatergötter werden genannt. Vollständige Listen enden mit den „genannten und ungenannten Gottheiten“, damit auch keine Gottheiten vergessen wird. Die Reihenfolge der männlichen kaluti-Listen ist fester als die der weiblichen.
Da die kaluti-Listen eine hethitisch-hurritische Erscheinung sind, können auch ursprünglich hethitische Götternamen eingefügt oder anstelle der hurritischen treten, was eine Identifizierung einzelner weniger gut bekannter Gottheiten erleichtert.

## Listen
Die Standard-kaluti-Liste Teššub ist die ausführlichste und eine Mischung zwischen hurritischen und hethitischen Gottheiten. Die Sprache dieser Liste ist Hurritisch, weshalb mehrere Einträge im hinteren Teil nicht verstanden werden.
Wettergott – Ḫutezzi – Šuwaliyat – Ḫalki – Ea – Mondgott – Sonnengott – Sonnengöttin von Arinna – Ḫatni Wišaišaḫpi – Nubadig – Schutzgott von Ḫatti – Ištar des Himmels, die Herrin Pirinkar – Ḫešui – Iršappa der Händler – Tenu, Teššubs Wesir – Räucherschale und Räucherständer – Erde und Himmel – Berge und Flüsse – Teššubs Stierkalb Šarruma – Šeri und Ḫurri – Vatergötter Teššubs – Vatergötter des Opferers – Waffe, Schwert Teššubs – einige nicht identifizierbare Objekte, darunter auch die Schlagwaffe Teššubs, gefolgt von verschiedenen Göttergruppen und dann Schemel, Stuhl, Thron, Opfertisch und andere Kultobjekte Teššubs – Bildnis der Ninegal – Ugur Šumatani und schließlich die „genannten Götter“ und die „ungenannten Götter“.
Zum Vergleich die kaluti-Liste von Šapinuwa mit nur hurritischen Namen und Ausdrücken:
Teššub der Rettung – Teššub des Heerlagers – Teššub von Šapinuwa – Tašmiš – Ane – Kumarbi – Ea – Kušuḫ – Šimige – Aštabi – Nubadig – Ḫešui – Ḫatni Bišaišaḫpi – Erde und Himmel – Himmelssterne – Tagan Takmiašun – unklarer Ausdruck – Berge und Flüsse – Teššubs Stierkalb Šarruma – Šeri und Ḫurri die Stiere – Namni und Ḫazzi, die reinen Berge – Aufzählung von Objekten, ähnlich der Standard-Liste.
Die Standard-kaluti-Liste Ḫebats lautet:
Ḫebat – Ḫebat-Šarruma – Daru Dakitu – Ḫudena-Ḫudellurra – Išḫara – Umbu-Nikkal – Allani – Šauška – Ninatta und Kulitta – Šauška von Ninive – Ninatta und Kulitta – Nabarbi – Šuwala – Uršue Iškalli – Šalaš Bitinḫi – Adamma-Kubaba – Ḫašuntarḫi – Vatergötter Ḫebats – Vatergötter des Opferers – verschiedene meist unbekannte Objekte, darunter Bett, Schemel, Stuhl und Opfertisch, Räucherschale und einige niedere Gottheiten.